# مریخ به مامان‌ها نیاز دارد
مریخ به مادرها نیاز دارد (انگلیسی: Mars Needs Moms) که در دوبله فارسی با نام مریخی‌ها مامان میخوان یا فضایی‌ها مامان میخوان نیز ترجمه شده‌است، یک پویانمایی رایانه‌ای در سبک علمی–تخیلی به کارگردانی سایمون ولز است که از سوی استودیو سینمایی والت دیزنی در ۱۱ مارس ۲۰۱۱ منتشر شد.

## داستان
بدون اطلاع انسان‌ها، یک تمدن پیشرفته در مریخ وجود دارد که در زیر سطح مریخ زندگی می‌کنند. ناظر مریخی‌ها هنگام مشاهده زمین، مادری را می‌بیند که پسرش میلو را متقاعد می‌کند کارهای او را انجام دهد. میلو نیز که رابطه خوبی با مادرش ندارد به مادرش می‌گوید که زندگی بدون او بهتر می‌شود.
بعد همان شب، میلو برای عذرخواهی به اتاق مادرش می‌رود اما متوجه می‌شود او توسط مریخی‌ها ربوده شده‌است. او به دنبال مادرش می‌دود، اما در قسمت‌های جداگانه سفینه قرار می‌گیرند. میلو تصمیم می‌گیرد که مادرش را نجات دهد.